# L'Instinct de mort (livre)
Pour les articles homonymes, voir L'Instinct de mort.
L'Instinct de mort est l'autobiographie de Jacques Mesrine sortie en librairie le 3 février 1977. Le livre fut rédigé alors que Jacques Mesrine était détenu dans les quartiers de haute sécurité de la Santé et de Fleury-Mérogis.

## Éditions
- L'Instinct de mort, éditions Jean-Claude Lattès, 1977.
- L'Instinct de mort, éditions Champ Libre, puis Ivrea, 1984.  (ISBN 2-85184-144-0)[2].
- L'Instinct de mort, éditions Chien rouge du mensuel CQFD (journal), 2006.
- L'Instinct de mort, éditions Flammarion, 2008.
- L'Instinct de mort, éditions Pocket, 2009. Première édition en livre de poche.